# Эротрон
УкрГНИИ «Эротрон»
Украинский государственный научно-исследовательский институт приёмных электронно-лучевых трубок «Эротрон» (укр. Український державний науково-дослідний інститут приймальних електронно-променевих трубок "Еротрон") — научно-производственное предприятие военно-промышленного комплекса Украины.
Не входит в перечень государственных предприятий и организаций Украины, не подлежащих приватизации
https://palata.com.ua/privatization/asset/UA-AR-P-2020-01-27-000036-3#decisions

## История
До 1990-х годов организация представляла собой СКБ Львовского завода кинескопов, однако в 1990-е годы была выделена в самостоятельную структуру.
В период до 4 марта 2015 года "Эротрон" входил в перечень предприятий, имеющих стратегическое значение для экономики и безопасности Украины.
В ходе модернизации учебно-боевых самолётов L-39С до уровня Л-39М на них устанавливают бортовой тренажерный комплекс БТК-39 (одним из компонентов которого является индикатор на фоне лобового стекла ИЛС-39 производства киевского СКБ «Арсенал»), при этом "Эротроном" изготавливается электронно-лучевая трубка для ИЛС-39.
20 ноября 2019 года НИИ "Эротрон" был передан в управление Фонда государственного имущества Украины.

## Деятельность
УкрГНИИ «Эротрон» выполняет НИОКР и изготавливает малыми сериями специальные электронно-лучевые трубки для средств отображения информации в самолётах, вертолётах, радиолокационных и космических станциях, оперативно-командных пунктах: проекционные электронно-лучевые трубки с монокристаллическими экранами для вывода пилотажной информации на лобовое стекло самолёта; цветные индикаторные электронно-лучевые трубки, соответствующие международному стандарту ARINC для систем отображения пилотажноо-навигационной и метеолокационной информации в летательных аппаратах; оптические изделия на базе многослойных тонкоплёночных интерференционных покрытий.
Кроме того, НИИ выпускает продукцию гражданского назначения.